# Kerry Emanuel
Kerry Emanuel (ur. 21 kwietnia 1955) – amerykański meteorolog pracujący nad problemami intensyfikacji cyklonów tropikalnych, konwekcją atmosferyczną, i meteorologią dynamiczną. Jest profesorem  w Massachusetts Institute of Technology w Bostonie. 

## Życiorys
W 2005 roku opublikował artykuł na temat związku pomiędzy globalnym ociepleniem a intensywnością huraganów, który ukazał się w czasopiśmie „Nature” zaraz po destrukcyjnym huraganie Katrina. Artykuł ten wywołał długotrwałą dyskusję – m.in. w Kongresie USA, profesor William Gray zeznawał przeciw tej hipotezie.
W 2007 roku otrzymał najwyższe odznaczenie Amerykańskiego Towarzystwa Meteorologicznego (The Carl Gustaf Rossby Research Medal) za podstawowe przyczynki do zrozumienia wiedzy o wilgotnej konwekcji, która doprowadziła do lepszego zrozumienia cyklonów tropikalnych, układów pogodowych średnich szerokości i dynamiki klimatu.
W 2007 otrzymał nagrodę The Louis J. Battan Author’s Award za książkę Divine Wind: The History and Science of Hurricanes, an exceptional treatise that provides a balanced view of the scientific, historical, and social aspects of hurricanes.

## Publikacje
- Emanuel, K.A.(1994): Atmospheric Convection, Oxford University Press. ISBN 0-19-506630-8
- Emanuel, K.A.(2005): Divine Wind: The History And Science Of Hurricanes, ISBN 0-19-514941-6
- Kerry Emanuel, 4 sierpnia 2005: Increasing destructiveness of tropical cyclones over the past 30 years, „Nature”, s. 436, 686–688.